# تفجير أنقرة 2023
وقع تفجير انتحاري أمام مبنى المديرية العامة للأمن في العاصمة التركية أنقرة في 1 أكتوبر 2023، مما أدى إلى إصابة اثنين من عناصر الشرطة. وأطلقت الشرطة النار على رفيق الانتحاري، الذي كان يخطط أيضًا لتفجير نفسه، قبل أن يتمكن من تفجير متفجراته. وقبل الهجوم، ورد أن الجناة اختطفوا سيارة في قيصرية وقتلوا سائقها قبل أن يقودوها إلى أنقرة. وأعلن حزب العمال الكردستاني مسؤوليته عن الهجوم.

## خلفية
يشن حزب العمال الكردستاني الانفصالي تمردًا ضد الدولة التركية منذ عام 1984، وقد أدرجته الحكومة التركية ودول غربية أخرى على القائمة السوداء للمنظمات الإرهابية. وهذا الهجوم هو الأول الذي يضرب العاصمة التركية منذ التفجير الذي وقع في مارس 2016 والذي أعلنت جماعة كردية انفصالية أخرى مسؤوليتها عنه.

## الحدث
في حوالي الساعة 09:30 بتوقيت شرق تركيا في 1 أكتوبر 2023، وصلت مركبة تجارية خفيفة تحمل شخصين أمام بوابة مدخل المديرية العامة للأمن التابعة لوزارة الداخلية في شارع أتاتورك في أنقرة. ثم خرج راكبا السيارة منها وقام أحدهما بإلقاء عبوة ناسفة صغيرة على الوزارة لتشتيت الأمن. ثم فتح رفيقه النار على الحراس عند بوابة الوزارة قبل أن يفجر قنبلة مربوطة بجسده، مما أدى إلى مقتله. ثم اندفع المهاجم الأول نحو المجمع لكن الشرطة قتلته بالرصاص.
وأعقب الانفجار ألسنة لهب كبيرة وسمع صوتها على بعد عدة كيلومترات.

## الإصابات
أدى الانفجار إلى إصابة اثنين من ضباط الشرطة، حيث أصيب أحدهم برصاصة في صدره وأصيب الآخر بشظايا في ساقيه وعينه، لكن وزير الداخلية علي يرليكايا قال إن إصاباتهما لا تهدد حياتهما.
وذكرت وسائل إعلام تركية أن المهاجمين كانا قد اختطفا السيارة وأطلقا النار على سائقها وقتلوه، وهو طبيب بيطري يبلغ من العمر 24 عامًا كان يقود سيارته في الريف، في قيصرية، على بعد 260 كيلومترًا (161 ميلًا) جنوب شرق أنقرة. وقاما بإلقاء جثته في حفرة على جانب الطريق.

## الاستجابة
وفي أعقاب الهجوم، نفذت الشرطة تفجيرين مسيطر عليهما على الأقل في المنطقة بعد العثور على عدة طرود وحقائب مشبوهة. وأظهرت لقطات تلفزيونية قاذفة صواريخ ملقاة بالقرب من سيارة المهاجمين. كما عثر المحققون على أربع بنادق وثلاث قنابل يدوية ومتفجرات من طراز سي-4. وفتح مكتب المدعي العام في أنقرة تحقيقا وأمر بإغلاق المنطقة. وطُلب من وسائل الإعلام التركية التوقف عن بث الصور من المنطقة التي وقع فيها الهجوم. كما راجعت السلطات لقطات أمنية جرى التقاطها من قيصرية إلى الحدود السورية لتحديد أصل المهاجمين.

## المسؤولية
أعلن حزب العمال الكردستاني مسؤوليته عن التفجير، قائلاً إن منفذيه ينتمون إلى لواء تابع له. وقال أحمد كيسر، رئيس قسم العلوم السياسية والعلاقات الدولية بجامعة حسن كاليونجو في غازي عنتاب، إن الهجوم كان "حادثًا إرهابيًا منظمًا للغاية" يهدف إلى التأثير على قرار الجمعية الوطنية بشأن قبول طلب السويد للانضمام إلى منظمة حلف شمال الأطلسي. (الناتو) في دورته الخريفية.

## ردود الفعل
وقع التفجير قبل ساعات من افتتاح مجلس الأمة التركي الكبير دورته الخريفية في مبناه القريب. أقيم حفل الافتتاح كما كان مقررًا في فترة ما بعد الظهر، حيث ألقى الرئيس رجب طيب أردوغان كلمته. ووصف الهجوم بأنه "آخر وقفة للإرهاب"، وأشار إلى مرتكبيه بأنهم "أشرار يهددون سلام وأمن المواطنين" الذين فشلوا في تحقيق "أهدافهم ولن يحققوها أبدًا". وأدان زعيم المعارضة كمال كليجدار أوغلو التفجير ووصفه بأنه “هجوم إرهابي” وتعهد بأن تركيا ستكون موحدة في محاربة أي اعتداءات من هذا القبيل من أي مصدر.
وقال وزير العدل يلماز تونش إن التفجير "لن يعيق بأي حال من الأحوال حرب تركيا ضد الإرهاب".

## ما بعد الحادث
بعد إعلان حزب العمال الكردستاني مسؤوليته عن الهجوم، شن الجيش التركي غارات جوية على مواقع حزب العمال الكردستاني في شمال العراق، حيث ذكرت وزارة الدفاع التركية أنها دمرت حوالي 20 هدفًا. وقالت وكالة أنباء روداو الكردية إن الضربات وقعت في جبل قنديل بالقرب من الحدود الإيرانية. كما ذُكر وقوع غارات جوية في غارا وهاكورك ومتينا. أجرى الجيش التركي جولة أخرى من الغارات الجوية في 3 أكتوبر، حيث زعمت وزارة الدفاع أنها ضربت 16 هدفًا لحزب العمال الكردستاني في مناطق ميتينا وغارا وهاكورك وقنديل وأسوس في شمال العراق. كما شنت غارات جوية على الأراضي التي تسيطر عليها الجماعات المتمردة الكردية في شمال سوريا في 5 أكتوبر/تشرين الأول، مما أسفر عن مقتل ثمانية أشخاص، وفي 6 أكتوبر/تشرين الأول. وخلال هذه الضربات، وخلال هذه الضربات، دمرت طائرة مقاتلة أمريكية من طراز إف-16 طائرة تركية بدون طيار كانت تحلق بالقرب من القوات الأمريكية في منطقة الحسكة بسوريا.
في 3 أكتوبر، شنت الشرطة التركية سلسلة من المداهمات عبر 64 مقاطعة أدت إلى اعتقال ما لا يقل عن 928 شخصًا لحيازتهم أسلحة غير قانونية و90 آخرين يشتبه في أنهم أعضاء في حزب العمال الكردستاني، واستعادة أكثر من 1000 قطعة سلاح غير مشروعة. وقيل إن العملية تركزت في شانلي أورفا وشارك فيها حوالي 13400 من أفراد الأمن.